# Hôtel de Montbrun

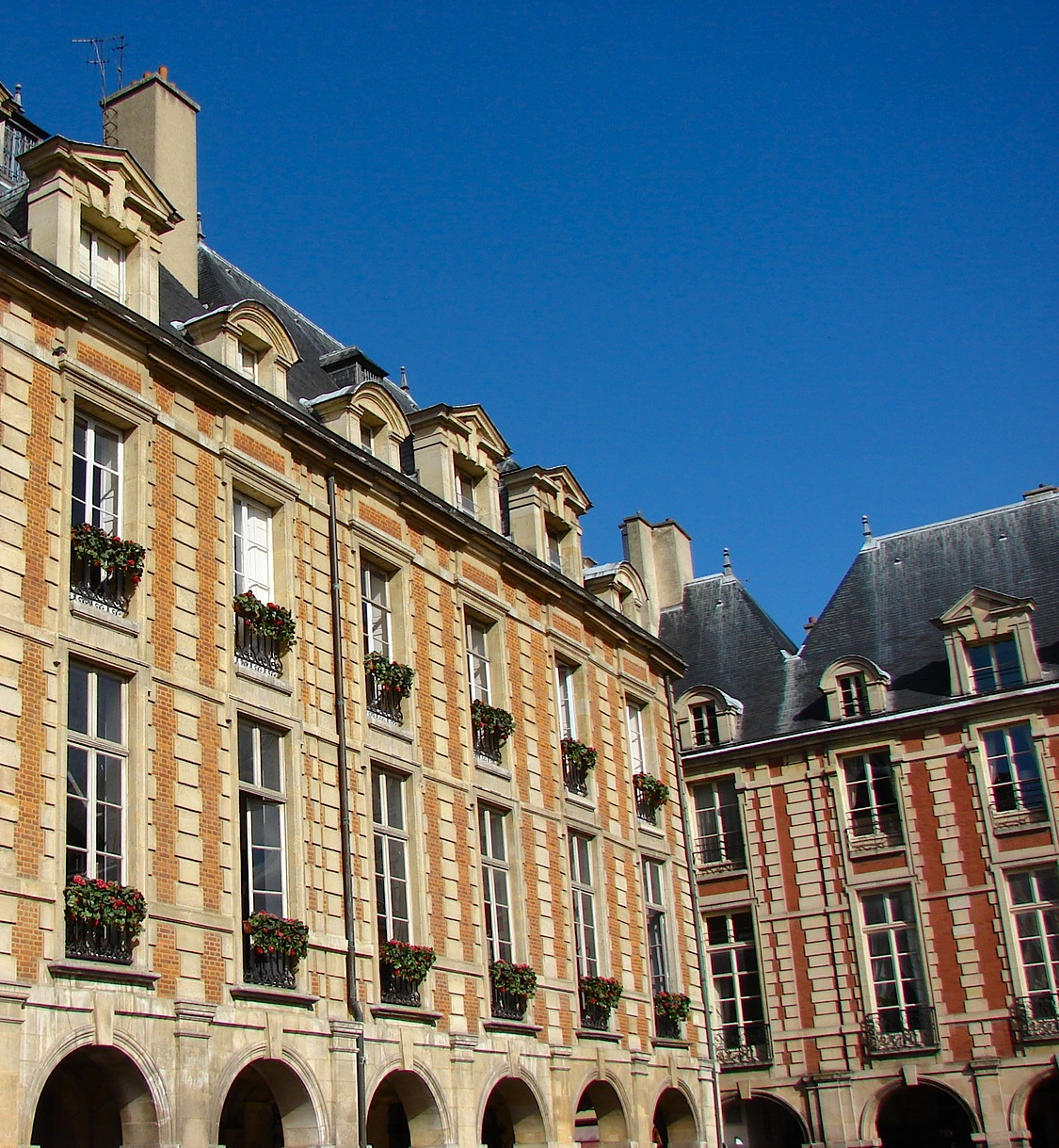
Hôtel de Montbrun

Hôtel de Montbrun (též Maison du Grand Henry nebo Hôtel de Feydeau de Marville) je městský palác v Paříži. Nachází se v historické čtvrti Marais na náměstí Place des Vosges. Palác je v majetku Assistance publique – Hôpitaux de Paris.

## Umístění
Hôtel de Montbrun má číslo 19 na náměstí Place des Vosges. Nachází se na západní straně náměstí ve 4. obvodu. Jeho severní fasáda vede ulicí Rue des Francs-Bourgeois.

## Historie
Palác nechal spolu se sousedními Hôtel Marchand a Hôtel de Chabannes vystavět v letech 1606–1607 plukovník Charles Marchant. V roce 1610 zdědil dům jeho syn Charles II. Marchant. Dům koupil v roce 1654 Pierre de Bellegarde, markýz de Montbrun, po kterém nese palác jméno. Palác se někdy též nazývá Maison du Grand Henry (Dům Velkého Jindřicha) podle busty krále Jindřicha IV. v nice na fasádě v ulici Rue des Francs-Bourgeois. V první polovině 18. století palác vlastnila rodina Feydeau de Marville. V roce 1824 byl majitelem Étienne-Louis-Victor Bellanger, který jej prodal v roce 1852 dobročinnému fondu, dnes veřejnému zdravotnímu podniku Assistance publique – Hôpitaux de Paris.
Palác je od roku 1954 chráněn jako historická památka.